# Putkosjärvi
Putkosjärvi eller Putkonen är en sjö i Finland. Den ligger i kommunen Ristijärvi i landskapet Kajanaland, i den centrala delen av landet, 500 km norr om huvudstaden Helsingfors. Putkosjärvi ligger 151,2 meter över havet. Den är 16 meter djup. Arean är 2,2 kvadratkilometer och strandlinjen är 8,24 kilometer lång. Sjön  ingår i Uleälvens huvudavrinningsområde.   Den sträcker sig 2,1 kilometer i nord-sydlig riktning, och 2,3 kilometer i öst-västlig riktning.
I övrigt finns följande i Putkosjärvi:
- Putkosensaari (en ö)